# Said Belqola
Said Belqola (Tiflet, Jemisset, 30 de agosto de 1956-Rabat, 15 de junio de 2002) fue un árbitro de fútbol marroquí. Quien se hizo conocido por la final del Mundial de 1998 entre Francia y Brasil, siendo el primer árbitro africano en dirigir una final de la Copa del Mundo.
La carrera internacional de Belqola comenzó cuando fue nombrado a la lista internacional en 1993, pasando a arbitrar el partido entre Francia e Inglaterra en el Torneo de Francia en 1997. También fue uno de los árbitros en las fases finales de la Copa Africana de Naciones en 1996 y 1998, oficiando dos partidos en cada uno de los dos torneos. En la final de la Copa Mundial de Fútbol de 1998, también ofició coincide con dos grupos (Alemania vs. Estados Unidos y Argentina vs Croacia).
Belqola trabajó en Fez como funcionario público como un oficial de aduanas. 
Murió el 15 de junio de 2002, después de una larga lucha contra el cáncer. Sus restos descansan en el Cementerio de Tiflet. 
- Datos: Q559788